# Hóstio Hostílio
Hóstio Hostílio, nas histórias e mitos ligados à fundação de Roma, foi um soldado romano que lutou contra os sabinos. Seu neto, Túlio Hostílio, foi o terceiro rei de Roma.
Ele era natural de Medúlia, cidade construída pelos albanos, e que havia se tornado uma colônia quando se rendeu aos romanos. Ele mudou-se para Roma e casou-se com uma mulher sabina, a filha de Hersílio.
Após o rapto das sabinas, os sabinos atacaram Roma, e o rei sabino Tito Tácio conquistou a cidadela de Roma. Os romanos decidiram contra-atacar, e houve uma batalha na região entre o Palatino e o Monte Capitolino. Métio Cúrcio, do lado dos sabinos, lutou em combate singular contra Hóstio Hostílio, do lado romano; o romano, lutando em um terreno desvantajoso, lutou com bravura, mas foi morto. A linha romana se rompeu, e eles fugiram para o Palatino.
Foi sua esposa, a filha de Hersílio, a principal líder que conseguiu firmar a paz entre os romanos e sabinos. Plutarco menciona uma versão alternativa, atribuída a Zenódoto de Trezena, que ele considera uma fonte não fiável, de que Hersília era esposa de Rômulo, e teve, com ele, uma filha chamada Prima (porque foi a primeira a nascer do casal) e um filho, chamado Aólio e, mais tarde, chamado Avílio. Hostílio foi enterrado na parte principal do Fórum, sendo honrado com um monumento e uma inscrição atestando seu valor. Hostílio e a filha de Hersílio tiveram apenas um filho, que era jovem quando Hostílio morreu; este filho casou-se com uma mulher de distinção, e eles foram os pais de Túlio Hostílio.
Após a morte de Numa Pompílio, seguiu-se um período de interregno, após o qual Túlio Hostílio foi escolhido rei pelo povo. Túlio Hostílio era neto de Hóstio Hostílio, e, diferentemente de Numa Pompílio, tinha um espírito guerreiro ainda maior que Rômulo, e sua ambição era alimentada pela sua juventude e pelas glórias do seu avô.